# وي سبيك
وي سبيك (بالإنجليزية: Wii Speak)‏ هو ملحق ميكروفون لوحدة تحكم ألعاب الفيديو المنزلية من شركة نينتندو المحدودة (Nintendo). يمكن توصيل الجهاز بوحدة التحكم عبر يو إس بي (USB)، بالقرب من شاشة الفيديو، مما يسمح بإجراء محادثة صوتية مع الغرفة بأكملها، حيث يُوضع أعلى شريط المستشعر. يتميز الجهاز بمؤشر ثنائي باعث للضوء (LED) للإشارة إلى وقت تنشيط الميكروفون.أُعلن عن وي سبيك (Wii Speak) في مؤتمر إعلامي لشركة نينتندو 2008. وأُصدر بشكل منفصل ومجمع مع أنيمل كروسينغ: لتس غو تو ذا سيتي (Animal Crossing: City Folk) في 16 نوفمبر 2008، في أمريكا الشمالية، وتم إصداره في 5 ديسمبر 2008، في أوروبا.
اُستبدل ملحق وي سبيك (Wii Speak) بواسطة الميكروفون المضمن في وحدة تحكم ألعاب الفيديو (GamePad) الخاصة بـ وي يو (Wii U). ومع ذلك، لا يزال جهاز وي سبيك متوافقًا مع وي يو.

## التصميم

وي سبيك

وفقًا لشيغيرو مياموتو (Shigeru Miyamoto)، صُمم الميكروفون «لالتقاط العديد من الأصوات المختلفة التي يتم التحدث بها بوضوح في غرفة في نفس الوقت ونقلها عبر الإنترنت.» لمعالجة المخاوف بشأن ضوضاء الخلفية بسبب وضع الميكروفون بالقرب من جهاز التلفزيون، صرح كاتسويا إغوتشي مصمم لعبة أنيمل كروسينغ: لتس غو تو ذا سيتي أن الجهاز مصمم لتصفية صوت ألعاب الفيديو من مكبرات الصوت. ولاحظ شيغيرو مياموتوأن جودة وظيفة تصفية الضوضاء في وي سبيك (Wii Speak) «جيدة جدًا»، مما قد يساهم في تكلفة الجهاز. وتم التخطيط للتبديل، ولكن الميكروفون يعمل فقط عندما تكون اللعبة متوافقة.

## البرمجيات
عندما سئل في معرض الترفيه الإلكتروني (E3)، عن سبب عدم دمج الجهاز مع لعبة أنيمل كروسينغ، أجاب شيغيرو مياموتو المدير الإداري لشركة نينتندو أن التكلفة كانت العامل وراء القرار، مضيفًا أن بعض المستخدمين قد يفضلون ممارسة اللعبة بدون ميكروفون، وأن آخرين قد يرغبون لاستخدام وي سبيك الذين لا يرغبون في شراء لعبة أنيمل كروسينغ: لتس غو تو ذا سيتي على عكس التصريحات السابقة، كشفت نينتندو لاحقًا أنه سيتم أيضًا إصدار حزمة من وي سبيك وأنيمل كروسينغ كانت الحزمة إصدارًا محدودًا، وتم إصدارها في نفس اليوم مثل المنتجات المستقلة.

### قناة وي سبيك
في 2 أكتوبر 2008، سمحت قناة متجر وي للمستخدمين بتنزيل الألعاب والبرامج الأخرى عن طريق استبدال نقاط وي، والتي يمكن الحصول عليها عن طريق شراء بطاقات نقاط نينتندو من منافذ البيع بالتجزئة أو مباشرة من خلال قناة التسوق باستخدام بطاقات الائتمان ماستر كارد أو فيزا عبر الإنترنت.كما يمكن للمستخدمين التصفح في أقسام وحدة تحكم افتراضية أو وي وير (WiiWare) أو قنوات وي للتنزيلات.
في 10 ديسمبر 2007 أصبحت ميزة شراء البرامج التي تم تنزيلها كهدايا للآخرين متاحة في جميع أنحاء العالم
أوقفت نينتندو قناة وي للتسوق في 30 يناير 2019 (بعد أن أعلنت أنها تخطط للقيام بذلك في 29 سبتمبر 2017)، مع انتهاء شراء نقاط وي في 26 مارس 2018 تظل القدرة على إعادة تنزيل المحتوى الذي تم شراؤه مسبقًا أو نقل بيانات وي من وي إلى وي يو متاحة.

## ألعاب متوافقة
| العنوان                          | المطور                                   | الناشر            | تاريخ الإصدار في. أمريكا | تاريخ الإصدار في. اليابان | تاريخ الإصدار في. أوروبا | تاريخ الإصدار في. استراليا |
| -------------------------------- | ---------------------------------------- | ----------------- | ------------------------ | ------------------------- | ------------------------ | -------------------------- |
| أنيمل كروسينغ: لتس غو تو ذا سيتي | نينتندو إنترتينمنت أنالسيس أند دفيلوبمنت | نينتندو           | 16 نوفمبر 2008           | 20 نوفمبر 2008            | 5 ديسمبر 2008            | 4 ديسمبر 2008              |
| محيط لا نهاية له الجزء الثاني    | أريكا                                    | نينتندو           | 22 فبراير 2010           | 17 سبتمبر 2009            | 5 فبراير، 2010           | 25 فبراير 2010             |
| إن إتش إل تو كاي 10 (NHL 2K10)   | فيجوال كونسبتس                           | تو كاي سبورتس     | 25 سبتمبر 2009           |                           | 23 أكتوبر 2009           |                            |
| إن إتش إل تو كاي 11 (NHL 2K11)   | فيجوال كونسبتس                           | تو كاي سبورتس     | 24 أغسطس 2010            |                           | 8 أكتوبر 2010            |                            |
| ذا كوندويت                       | هاي فولتيتج سوفتوير                      | سيجا              | 23 يونيو 2009            |                           |                          |                            |
| أونو                             | غيم لوفت                                 | غيم لوفت          | 25 يناير 2010            | 20 أكتوبر 2009            | 6 نوفمبر 2009            |                            |
| إن بي إيه تو كاي 10 (NBA 2K10)   | فيجوال كونسبتس                           | تو كاي سبورتس     | 9 نوفمبر 2009            |                           | 27 نوفمبر 2009           |                            |
| إن بي إيه تو كاي 11 (NBA 2K11)   | فيجوال كونسبتس                           | تو كاي سبورتس     | 5 أكتوبر 2010            | 14 أكتوبر 2010            | 8 أكتوبر 2010            | 8 أكتوبر 2010              |
| مونستير هونتير 3                 | كابكوم                                   | كابكوم نينتندو    | 20 أبريل 2010            | 1 أغسطس 2009              | 23 أبريل 2010            | 29 أبريل 2010              |
| تيتريس پارتى                     | هادسن سوفت                               | ماجيسكو إنترتنمنت | 1 يونيو 2010             |                           | 3 سبتمبر 2010            | 14 أكتوبر 2010             |
| جيوباردي                         | تي إتش كيو                               | تي إتش كيو        | 2 نوفمبر 2010            |                           |                          |                            |
| عجلة الحظ من فورتشن              | تي إتش كيو                               | تي إتش كيو        | 2 نوفمبر 2010            |                           | 19 نوفمبر 2010           |                            |

## وصلات خارجية
الموقع الرسمي